# Sebastian Gutierrez
Sebastian Gutierrez (né Sebastián Gutiérrez, le 10 septembre 1974) est un réalisateur américano-vénézuélien, scénariste, producteur et acteur. Il a reçu le prix de la critique du Festival du film policier de Cognac pour ses débuts en tant que réalisateur pour Judas Kiss.

## Filmographie

### Réalisateur
- 1998 : Judas Kiss
- 2001 : Mermaid Chronicles Part 1: She Creature
- 2007 : Rise
- 2009 : Master of None
- 2009 : Women in Trouble
- 2010 : Elektra Luxx
- 2010 : Girl Walks into a Bar
- 2012 : Hotel Noir
- 2018 : Elizabeth Harvest

### Scénariste
- 1998 : Judas Kiss
- 2001 : Mermaid Chronicles Part 1: She Creature
- 2003 : Gothika
- 2004 : La Grande Arnaque
- 2004 : Karen Sisco (1 épisode)
- 2006 : Des serpents dans l'avion
- 2007 : Rise
- 2008 : The Eye
- 2009 : Master of None
- 2009 : Women in Trouble
- 2010 : Girl Walks into a Bar
- 2010 : Elektra Luxx
- 2010 : Tell-Tale
- 2012 : Hotel Noir

### Producteur
- Women in Trouble (2009)
- Master of None (2009)
- Girl Walks into a Bar (2010)
- Elektra Luxx (2010)

### Acteur
- The Upstairs Neighbor (1994)
- Toughguy (1995) : Eric Espinoza
- Wedding Bell Blues (1996) : Gustavo

## Prix et nominations
1999
- Récompensé - Prix de la Critique pour Judas Kiss // Festival du film policier de Cognac, France
- Nommé - Grand Prix pour Judas Kiss // Paris Film Festival, France